# Zoltán Tildy

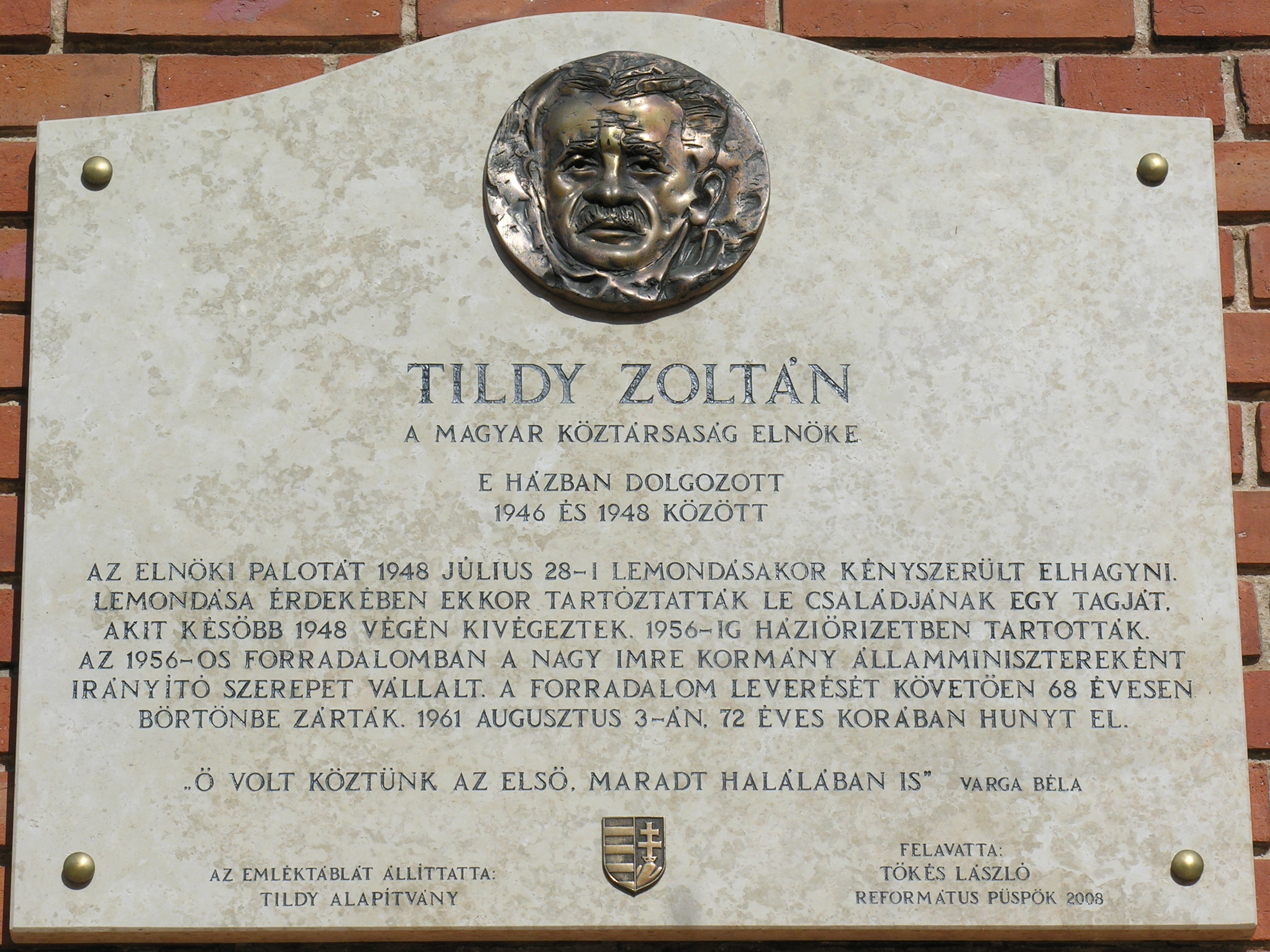
Pamětní deska Zoltána Tildy první na budově Maďarského rozhlasu na Pollack Mihály tér v Budapešti.

Zoltán Tildy (18. listopad 1889 Lučenec – 4. srpen 1961 Budapešť) byl duchovní reformované církve, maďarský politik, premiér a první prezident druhé Maďarské republiky v letech 1946–1948.

## Život

### Mládí
Narodil se v rodině intelektuálů v hornouherském městě Losonc (dnes Lučenec). Základní a střední školu navštěvoval ve městech Balassagyarmat, Léva (Levice) a Selmecbánya (Banská Štiavnica), kde nakonec odmaturoval. Roku 1910 absolvoval Reformovanou teologickou akademii v Pápě (Pápai Református Teológiai Akadémia), poté jako stipendista studoval rok teologii v irském Belfastu. Po návratu se stal duchovním, nejprve působil v obci Szenna, v letech 1920–1930 v Tahitótfalu, mezi lety 1932–1946 ve městečku Szeghalmon. V roce 1924 založil Literární a tiskařský ústav Silvestr (Sylvester Irodalmi és Nyomdai Intézet Rt.), který vydával církevní publikace a odbornou literaturu.

### Rodina
Jeho manželka Erzsébet Gyenis byla od roku 1945 do jmenování Tildyho prezidentem republiky poslankyní parlamentu za Nezávislou malorolnickou stranu. Rovněž jeho syn Zoltán Tildy ml. byl předpřevratovým politikem a poslancem za malorolnickou stranu (v období 1945–1947) a v letech 1950–1974 byl vedoucím celostátní organizace pro ochranu přírody. Také Tildyho zeť Viktor Csornoky se stal v roce 1945 zákonodárcem.

### Politická dráha
V roce 1917 vstoupil Tildy do Strany národní nezávislosti a statkářů osmačtyřicátníků (Országos Függetlenségi és 48-as Gazdapár) vedené Istvánem Nagyatádi Szabóem, kterého poté následoval do Strany jednoty (Egységes Párt). Roku 1929 spolu s Ferencem Nagyem vytvořili Nezávislou malorolnickou stranu (Független Kisgazda Párt; FKgP), ve které nejprve plnil funkci úřadujícího místopředsedy, od roku 1945 funkci celostátního předsedy. Poprvé kandidoval ve volbách 1931, ale prohrál s protikandidátem vládní strany. Ve volbách v roce 1935 byl o mandát připraven podvodem, proti kterému podal úspěšnou petici. V opakovaném hlasování v roce 1936 byl pak zvolen poslancem. Hlasoval pro židovské zákony z roku 1939, avšak později za to nebyl hnán k odpovědnosti. Ve volbách konaných téhož roku byl znovu zvolen a poslanecký mandát si udržel až do německé okupace Maďarska v březnu 1944. Následně za pomoci svého syna přešel do ilegality a připojil se k antifašistické Maďarské frontě.
Po válce byl zvolen do Prozatímního národního shromáždění a také v parlamentních volbách 1945 získal poslanecký mandát, spolu se svým synem a manželkou (všichni v barvách malorolnické strany). Od 15. listopadu 1945 do 1. února 1946 byl předsedou vlády. Členem jeho kabinetu byl mj. také Imre Nagy jakožto ministr vnitra (je pravdou, že při sestavování této vlády již bylo třeba brát v potaz i ohledy na Sověty).
Dne 1. února 1946 byla zrušena státní forma království a Maďarsko se opět stalo republikou. Prvním prezidentem maďarské druhé republiky se stal Zoltán Tildy, post premiéra obsadil Ferenc Nagy, který sestavil novou vládu. Ačkoliv v parlamentních volbách 1945 získala Nezávislá malorolnická strana 57 % hlasů, nebylo možné sestavit vládu bez komunistů. Sovětský vliv v Maďarsku rostl a také Tildymu radili britští a američtí politici, aby se snažil rozvíjet přátelské vztahy se Sovětským svazem.
Během působení Tildyho ve funkci prezidenta došlo k soudním procesům s válečnými zločinci a někdejšími členy Bethlenovy[zdroj?] vlády a Szálásiho vlády, mj. také s někdejším premiérem László Bárdossym. Jako prezident Tildy podepsal rozsudky smrti, pročež ho pravicoví političtí protivníci nazvali „kat v taláru“ (palástos hóhér).
Roku 1946 se komunistům pomocí rozmýchání vnitřních rozporů podařilo rozbít malorolnickou stranu (srov. salámová metoda (Maďarsko)), premiér Ferenc Nagy se v důsledku vykonstruovaných obvinění, která proti němu byla vznesena, nevrátil ze Švýcarska zpět do země. Tildyho komunisté v roce 1947 donutili, aby rozpustil parlament a vypsal na 31. srpna nové volby, které pak byly zmanipulovány pomocí tzv. modrých lístků. Přinutili jej, aby 31. července 1948 rezignoval, z důvodu zatčení svého zetě Viktora Csornokyho obviněného z vlastizrady. (Formálně byl Tildy ve funkci až do 4. srpna.) Poté byl Tildy až do května 1956 – tedy téměř osm let – držen v domácím vězení.
Během protikomunistického maďarského povstání roku 1956 působil Tildy mezi 26. říjnem a 4. listopadem ve vládě Imreho Nagye jako státní ministr a místopředseda vlády. Po pádu revoluce byl v roce 1958 odsouzen k šesti letům vězení. V dubnu 1959 byl s ohledem na zdravotní stav propuštěn a od té doby žil zcela v ústraní až do své smrti 4. srpna 1961.
Dne 6. července 1989, tedy 28 let po Tildyho smrti, jej maďarský Nejvyšší soud – spolu s mučedníky povstání z roku 1956 – rehabilitoval.

## Památka
V roce 2008 byl po Zoltánu Tildym pojmenován most přes Dunaj v obci Tahitótfalu. Jeho jméno nese také základní škola ve městečku Szeghalom stejně jako tamní hlavní ulice. V Budapešti jsou umístěny dvě pamětní desky, první na budově Maďarského rozhlasu na Pollack Mihály tér v VIII. obvodě, druhá na Keleti Károly utca ve II. obvodě.